# Nooshi Dadgostar
Mehrnoosh „Nooshi” Dadgostar (ur. 20 czerwca 1985 w Ängelholm) – szwedzka działaczka polityczna irańskiego pochodzenia, posłanka do Riksdagu, od 2020 przewodnicząca Partii Lewicy.

## Życiorys
Jej rodzice wyjechali z Iranu i na początku lat 80. w obawie przez prześladowaniami politycznymi. Nooshi Dadgostar urodziła się w obozie dla uchodźców, dorastała w Norrköping oraz w Göteborgu. Studiowała prawo na Uniwersytecie Sztokholmskim. Początkowo pracowała jako asystentka pielęgniarska.
Zaangażowała się w działalność polityczną w ramach Partii Lewicy. W latach 2006–2009 była skarbnikiem Ung Vänster, organizacji młodzieżowej swojego ugrupowania.
W 2016 została członkinią zarządu Partii Lewicy, a w 2018 jej pierwszą wiceprzewodniczącą. Działała w samorządzie gminy Botkyrka, pełniła funkcję radnej. W wyborach w 2014 uzyskała po raz pierwszy mandat deputowanej do Riksdagu, w 2018 i 2022 z powodzeniem ubiegała się o reelekcję. W parlamencie pracowała m.in. w komitecie ubezpieczeń społecznych.
W październiku 2020 została nową przewodniczącą Partii Lewicy, zastąpiła na tym stanowisku Jonasa Sjöstedta.